# مجيد جلالي
مجيد جلالي  (بالفارسية: مجید جلالی)، هو مدير فني إيراني ولاعب سابق. يدير حاليًا في دوري المحترفين في إيران. شغل منصب المدير الفني في العديد من الأندية في إيران مثل باس طهران، صبا باتري، فولاد، وكذلك فرق كرة القدم الوطنية على مستويات الشباب المختلفة. كما يشغل حاليًا منصب الأمين العام لاتحاد المدربين الإيرانيين.

## مسيرته

### مسيرته مع الأندية
ولد في 1 يناير 1956 في طهران. والديه في الأصل من مقاطعة يزد، بندر. بدأ مسيرته الكروية مع البرز طهران في سن 17. في وقت لاحق، لعب مع أندية طهران الأخرى مثل وحدت طهران و شاهين طهران.

### مسيرته الدولية
في عام 1982، تم ضمه إلى منتخب إيران لكرة القدم لكنه لم يلعب مع المنتخب الوطني.

### مدير فني
وحدت طهران
- دوري طهران تحت 17 سنة ( 1982, 1985 ) (الوصيف)

منتخب إيران العسكري
- كأس العالم العسكرية لكرة القدم: 1995 (الوصيف)

باس طهران
- الفوز ببطولة دوري المحترفين الإيراني : 2003–04

صبا باتري طهران
- الفوز بكأس حذفي: 2004–05
- الفوز بكأس السوبر الإيراني: 2005

### جوائز فردية
- أفضل مدير فني إيراني للعام: 2004